# Enicospilus spathius
Enicospilus spathius là một loài tò vò trong họ Ichneumonidae.